# Касу
Касу (порт. Caçu) — муниципалитет в Бразилии, входит в штат Гояс. Составная часть мезорегиона Юг штата Гойас. Входит в экономико-статистический микрорегион Киринополис. Население составляет 10 580 человек на 2006 год. Занимает площадь 2251,098 км². Плотность населения — 4,5 чел./км².
Праздник города — 16 сентября.

## История
Город основан 20 октября 1917 года. 

## Статистика
- Валовой внутренний продукт на 2003 год составляет 83 324 611,00 реалов (данные: Бразильский институт географии и статистики).
- Валовой внутренний продукт на душу населения на 2003 год составляет 8078,79 реалов (данные: Бразильский институт географии и статистики).
- Индекс развития человеческого потенциала на 2000 год составляет 0,783 (данные: Программа развития ООН).

## География
Климат местности: субтропический гумидный.